# 巴黎地鐵8號線
 巴黎地鐵8號線（法語：Ligne 8 du métro de Paris）為法國巴黎地鐵路網之一，於1913年通車。本線自巴黎左岸西南部的巴拉尔站起，往東北过塞纳河至黎塞留-德鲁奥站，后向东前往共和广场站，而后转向东南前往马恩河谷省，最终訖於其行政中心克雷泰伊的湖之角站，至今為巴黎地鐵最長的路線之一。

## 歷史

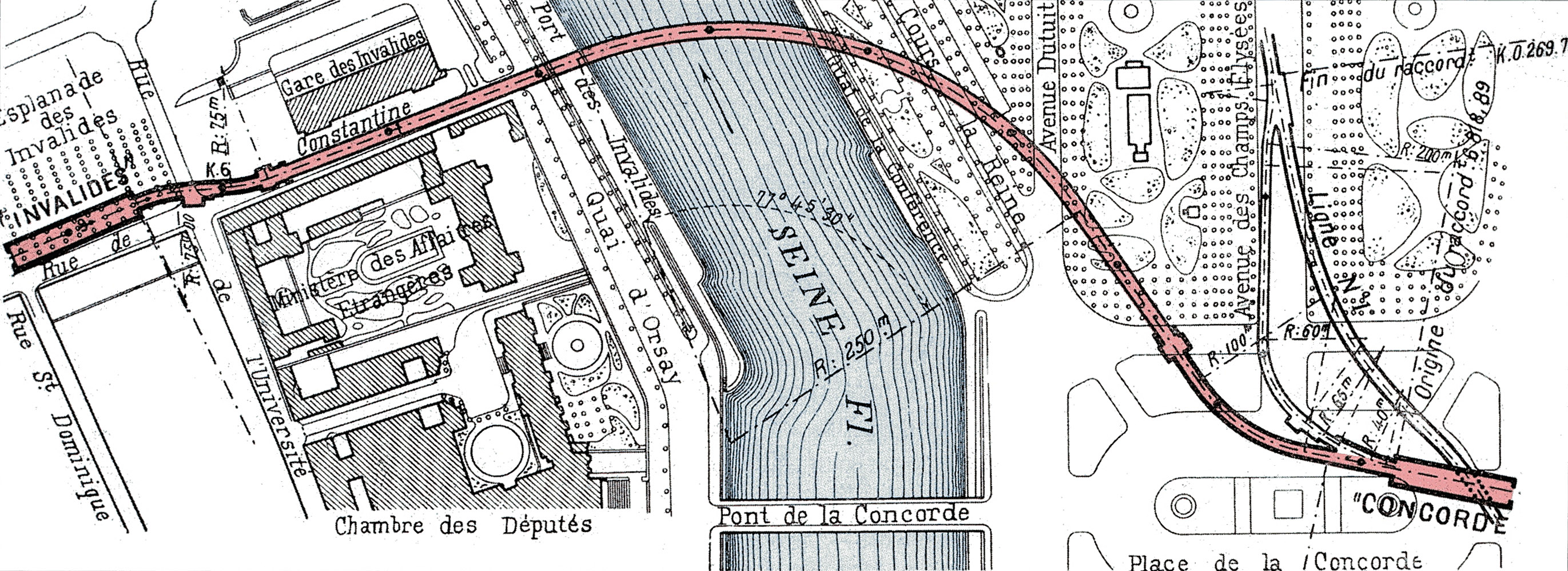
8号线的塞纳河河底隧道(荣军院-协和广场段)

1937年的路网调整

关于巴黎地铁建设的想法源于1845年。铁路公司偏好利用连接郊区铁路网构建地铁，而市政府希望在市内新建不同系统的中小型铁路，双方争执数十年。直到巴黎交通状况持续恶化與1900年世博会临近，最终采用了市政府的計劃，而8号线即为巴黎地铁网络一期工程的一部分.
- 最早的8号线被规划为连接巴黎西南部和市中心，并且根据以往7号线的经验，将开设两条分支分别前往奥特伊门和塞夫尔门（法语：Porte de Sèvres）。1913年7月13日，夏尔·米歇尔站（当时叫做美丽格勒奈尔站）和歌剧院站之间的路段建成通車。同年9月30日，奥特伊门站和美丽格勒奈尔站之间建成通車。通车的路段包括两段河底隧道，基于当时4号线修建河底隧道的经验，8号线的隧道采用沉管法。虽然遭到公众舆论反对，但仍然如期进行，只是由于1910年的水灾，导致竣工日期延后。
- 1922年当局开始研究8号线的东延段，其路段大抵与时下相同，只是要与9号线并行，基于可征用面积过小和地质复杂，最终两条线路被设计成上下并行。1928年6月30日，线路先向东延长一站至黎塞留-德鲁奥站，考虑到未来的交通流量，该站台长度长达105米，远超过先前车站的75米。* 即将举行的殖民展览会加速了8号线的东延段进程。1931年5月5日，线路向东一直延伸至沙朗通門站。期间与9号线的并线路段按原来设计方案进行施工，并且上下两层均在路轨中央加设隔离柱以进行加固。
- 1937年7月27日，根据客流需要，地铁路网在巴黎西南部进行了一个很大的调整：拉莫特站和奥特伊门站之间的路段併入10号线，同時线路向南延伸至巴拉尔站。
- 1942年10月5日，根据此前的延伸方案，线路再向东南延伸至沙朗东学校站。
- 战后, 巴黎东郊的卫星城邁松阿爾福发展迅速。为了缓解由此带来的交通不便，1970年9月19日，线路又向东南延伸两站至邁松阿爾福體育場站。
- 1960年代以来，克雷泰伊作为新成立的马恩河谷省省会而日益繁荣，于是8号线被计划为最终延伸到该市市中心。1972年4月27日，线路继续延长至迈松阿尔福-莱瑞利奥特站。1973年9月24日，延长至克雷泰伊-莱沙站。1974年9月10日，线路延伸至克雷泰伊省府站。2011年10月8日线路延伸至现时的终点站湖之角站。
- 8号线的超长距离一度使得当局进行分段计费制，在迈松阿尔福体育场站以东落车的乘客均需要多付车资。不过1982年11月1日以后，8号线回归传统的全程一票制，不再额外征收费用。

## 車站列表

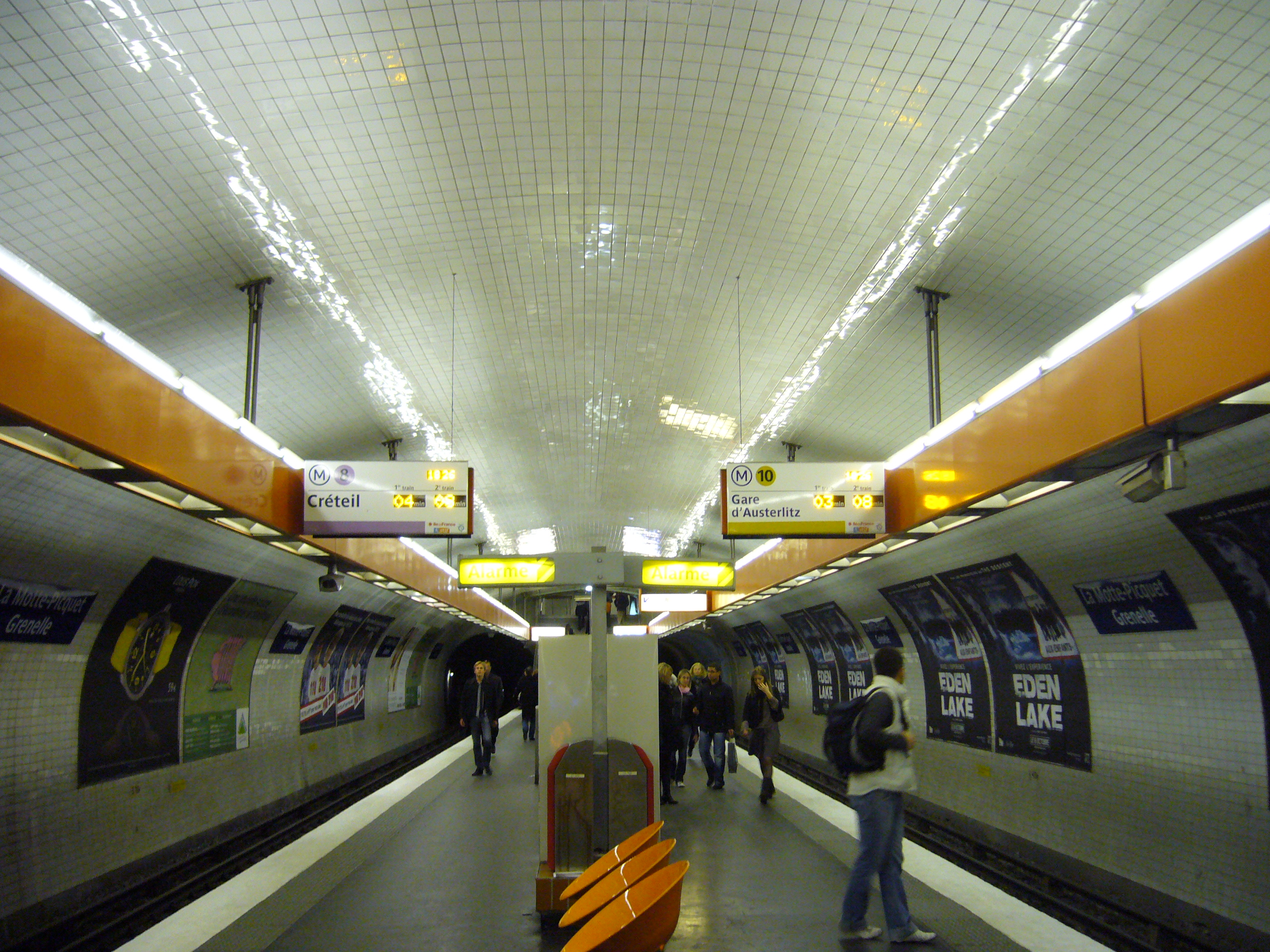
拉莫特站

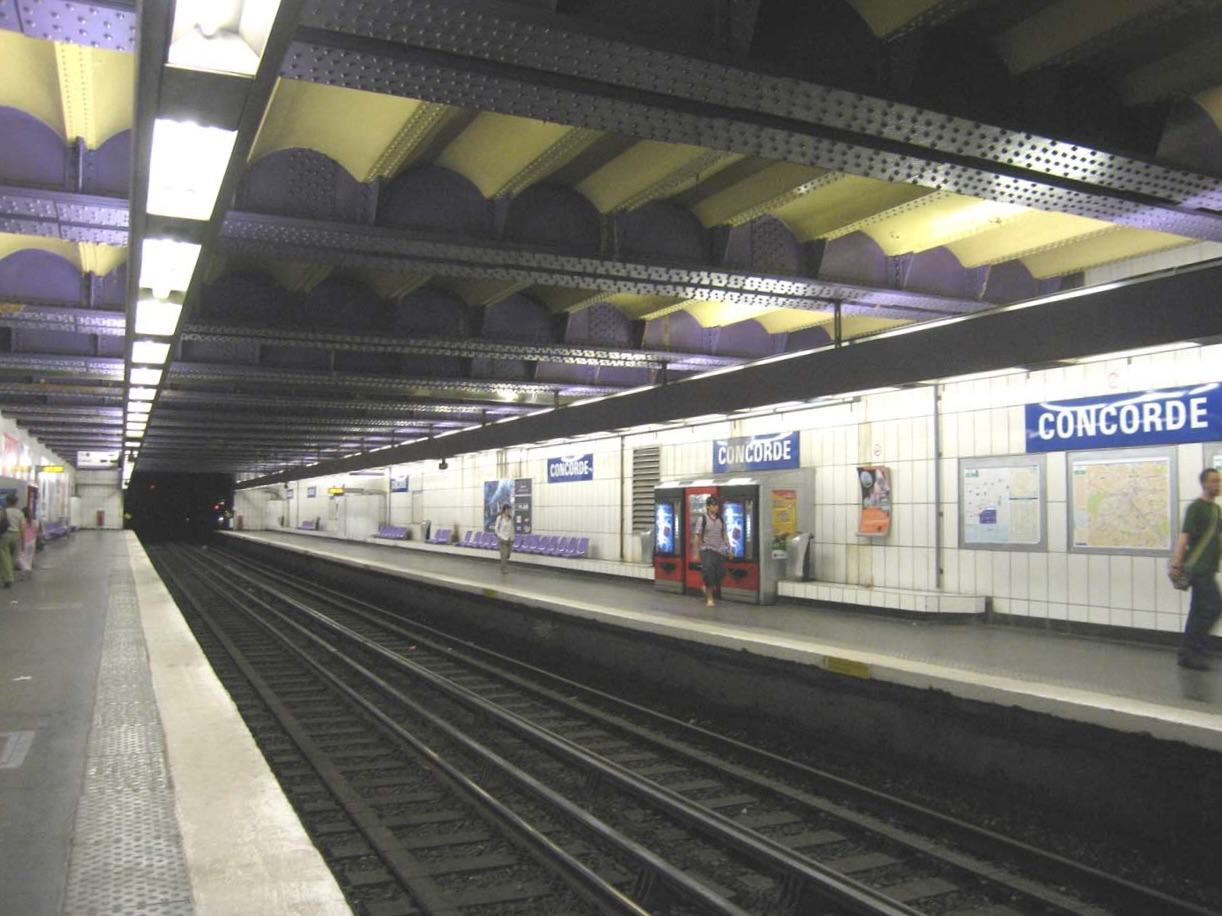
協和廣場站

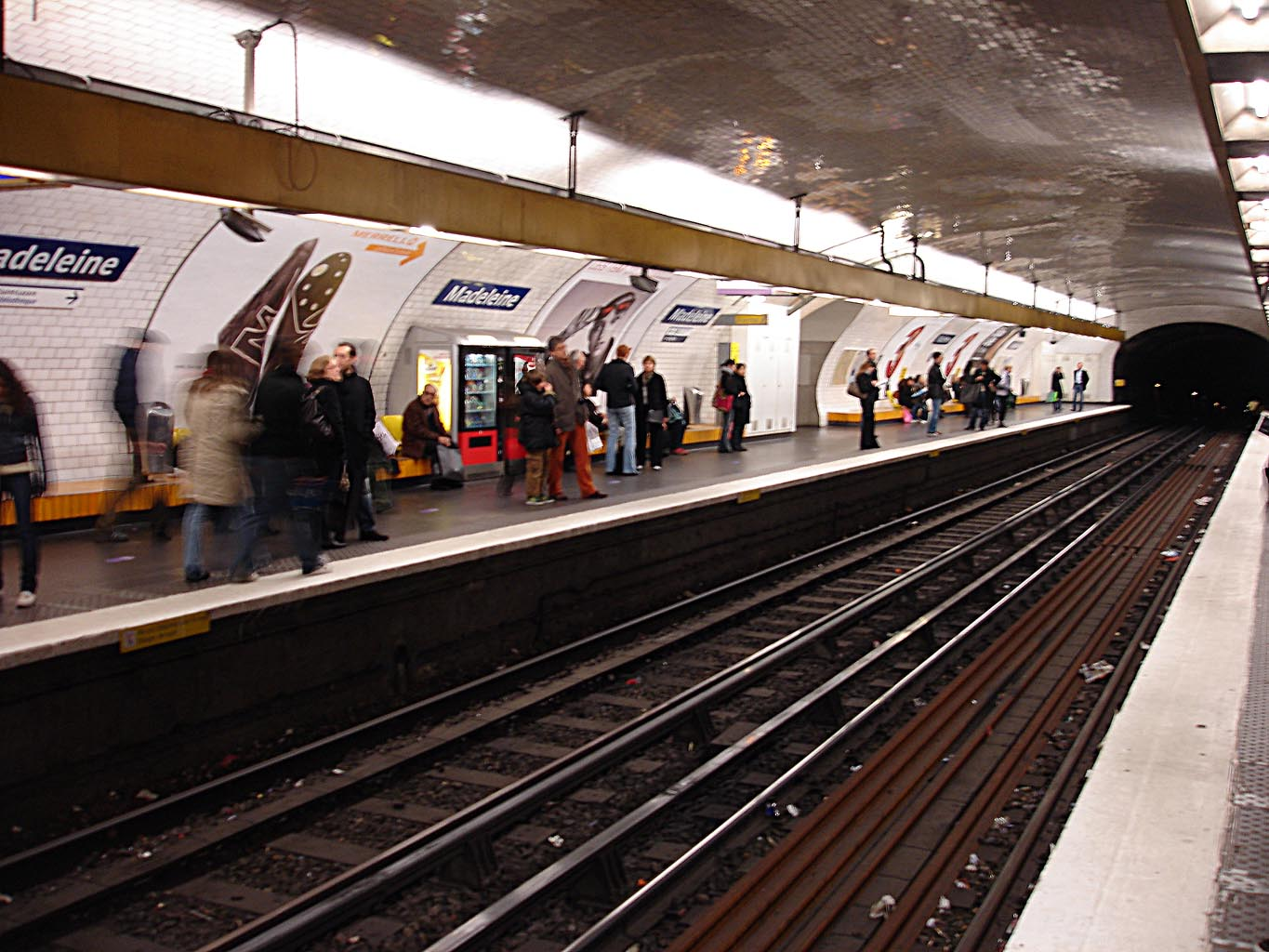
玛德莲站

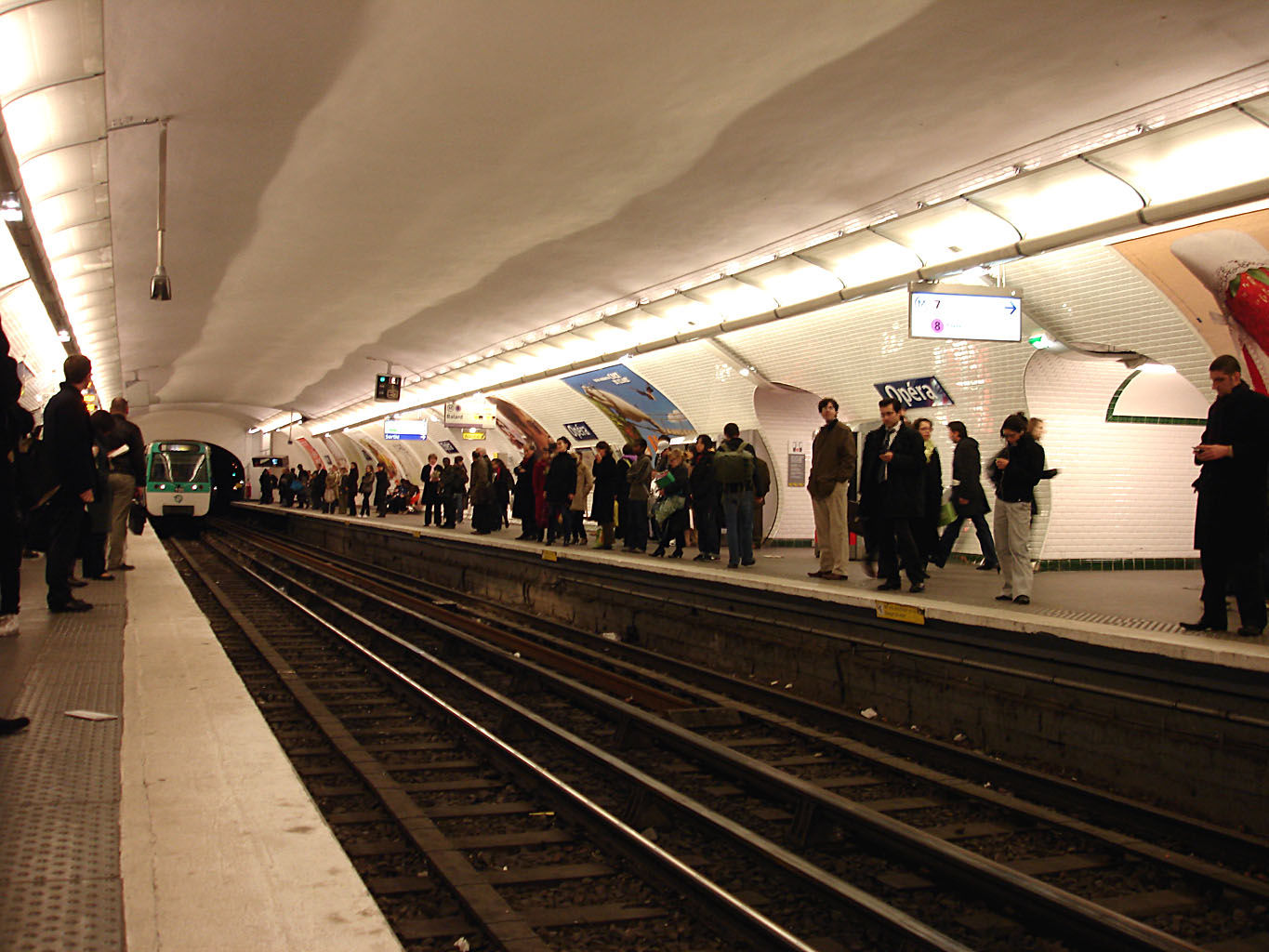
歌剧院站

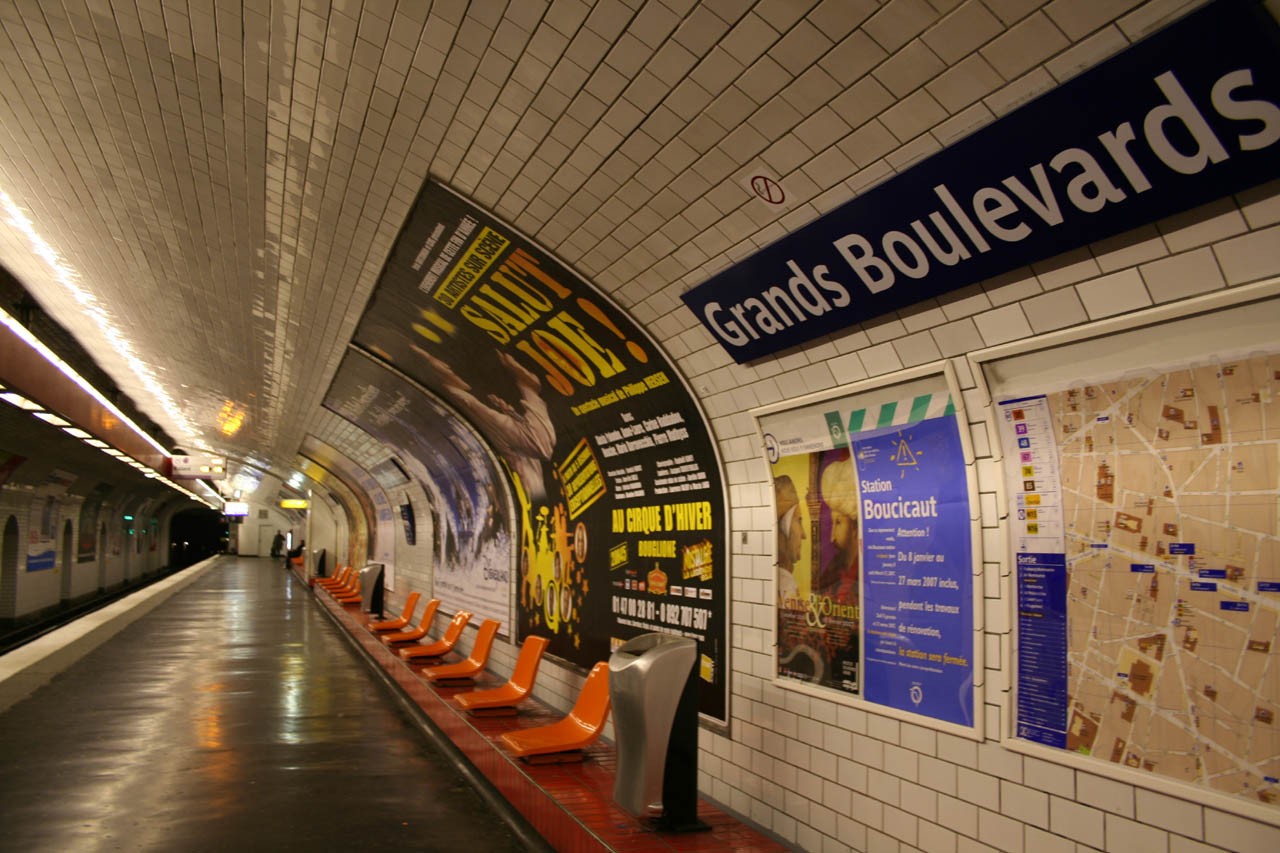
格兰大道站

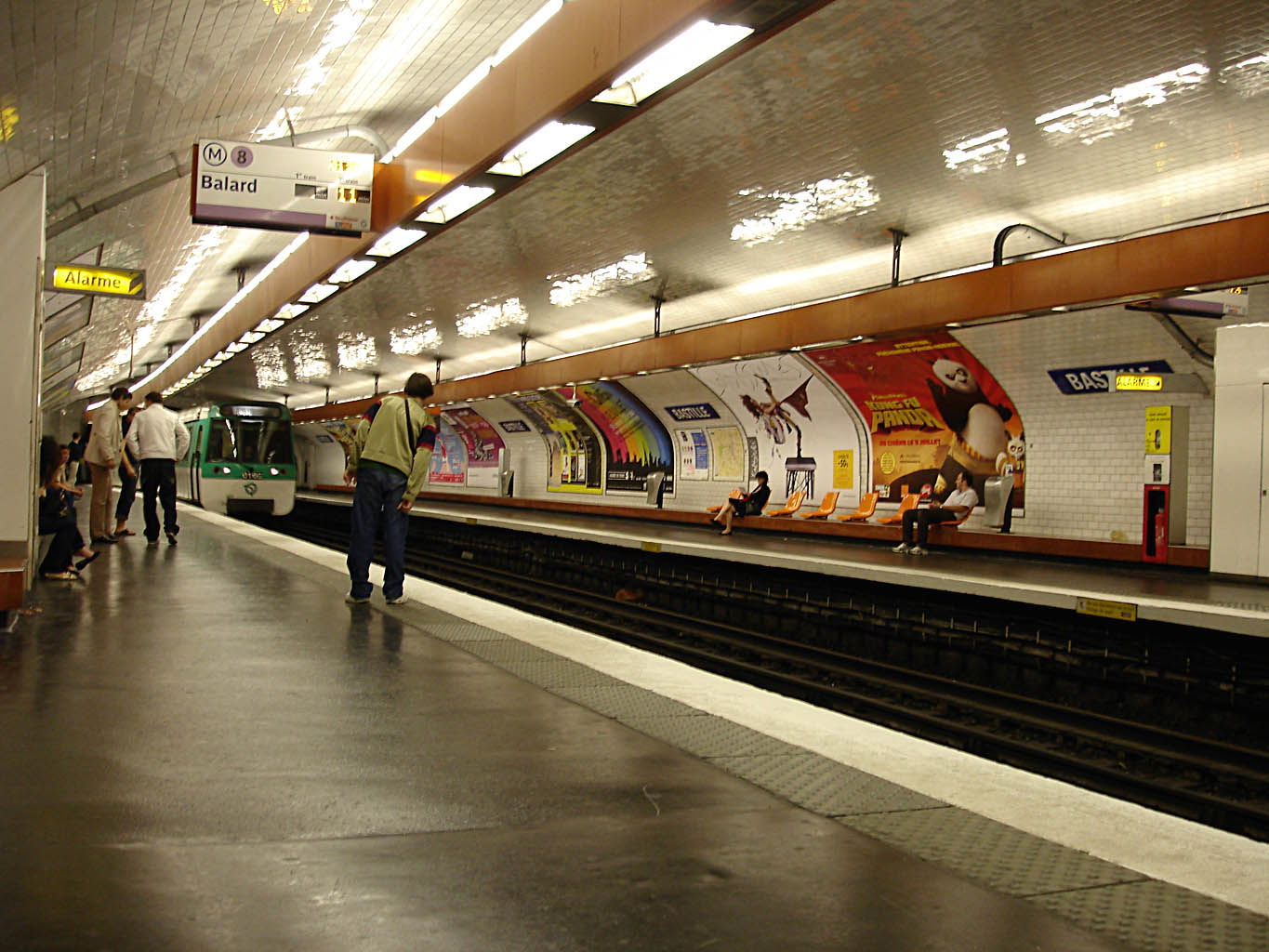
巴士底站

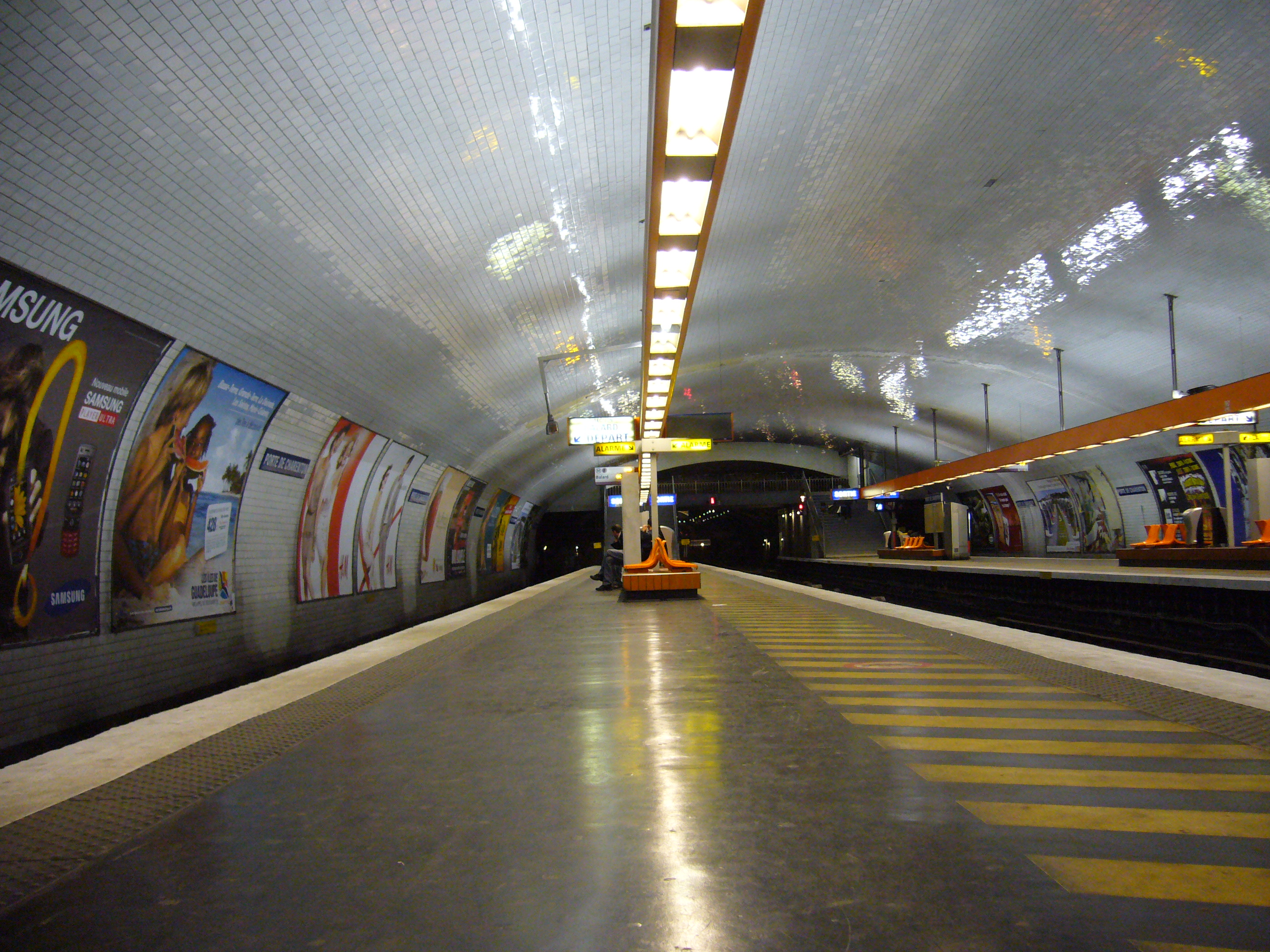
沙朗通门站

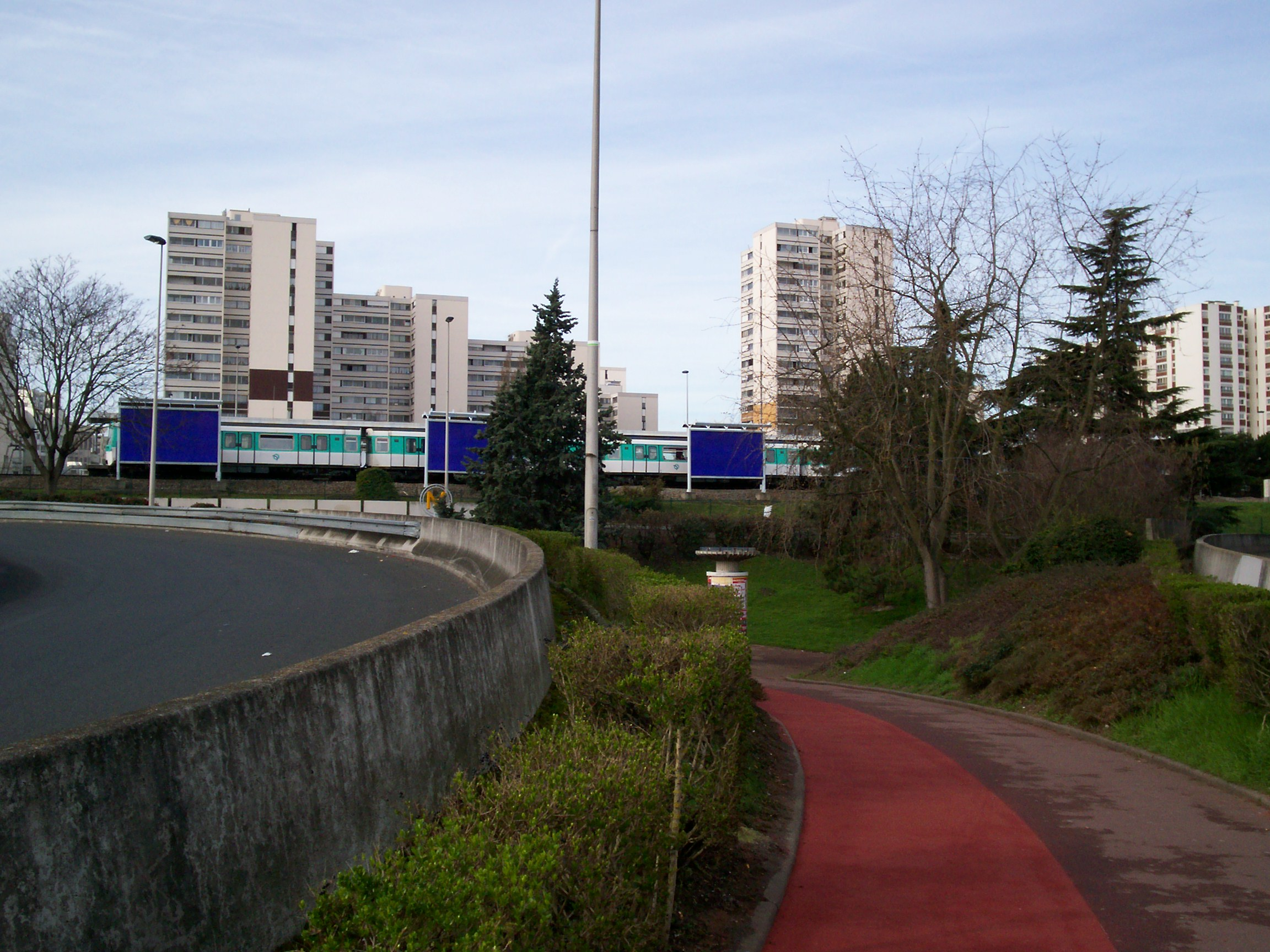
克雷泰伊大学站，站台对面是巴黎12大

全線都無法無障礙通行。
| 中文站名                | 法文站名 | 轉乘路線                     | 所在地     | 所在地          |
| ----------------------- | -------- | ---------------------------- | ---------- | --------------- |
| 巴拉尔                  |          | （蘇珊·朗格朗，有一定距離）  | 巴黎       | 15區            |
| 卢梅尔                  |          |                              | 巴黎       | 15區            |
| 布西科                  |          |                              | 巴黎       | 15區            |
| 费利克斯·福尔           |          |                              | 巴黎       | 15區            |
| 商業                    |          |                              | 巴黎       | 15區            |
| 拉莫特-皮凱-格勒內勒    |          | (M) · (6) · (10)             | 巴黎       | 15區            |
| 軍校                    |          |                              | 巴黎       | 7區             |
| 拉图尔-莫布尔           |          |                              | 巴黎       | 7區             |
| 榮軍院                  |          | (M) · (13) · (RER) · (C)     | 巴黎       | 7區             |
| 協和                    |          | (M) · (1) · (12)             | 巴黎       | 1區、8區        |
| 瑪德蓮                  |          | (M) · (12) · (14)            | 巴黎       | 8區             |
| 歌劇院                  |          | （歐貝）                     | 巴黎       | 2區、9區        |
| 黎塞留-德鲁奥           |          | (M) · (9)                    | 巴黎       | 2區、9區        |
| 大道站                  |          | (M) · (9)                    | 巴黎       | 2區、9區        |
| 佳音                    |          | (M) · (9)                    | 巴黎       | 2區、9區、10區  |
| 斯特拉斯堡-聖但尼       |          | (M) · (4) · (9)              | 巴黎       | 2區、3區、10區  |
| 共和                    |          | (M) · (3) · (5) · (9) · (11) | 巴黎       | 3區、10區、11區 |
| 十字架之女              |          |                              | 巴黎       | 3區、11區       |
| 圣塞巴斯蒂安-弗鲁瓦萨尔 |          |                              | 巴黎       | 3區、11區       |
| 綠徑                    |          |                              | 巴黎       | 3區、11區       |
| 巴士底                  |          | (M) · (1) · (5)              | 巴黎       | 4區、11區、12區 |
| 勒杜-羅蘭               |          |                              | 巴黎       | 11區、12區      |
| 费代尔布-沙利尼         |          |                              | 巴黎       | 11區、12區      |
| 勒伊-狄德羅             |          | (M) · (1)                    | 巴黎       | 12區            |
| 蒙加莱                  |          |                              | 巴黎       | 12區            |
| 多梅尼爾                |          | (M) · (6)                    | 巴黎       | 12區            |
| 米歇爾·比佐             |          |                              | 巴黎       | 12區            |
| 鍍金門                  |          | (T) · (3)                    | 巴黎       | 12區            |
| 沙朗通門                |          | (T) · (3)                    | 巴黎       | 12區            |
| 自由                    |          |                              | 馬恩河谷省 | 沙朗通勒蓬      |
| 沙朗通學校              |          |                              | 馬恩河谷省 | 沙朗通勒蓬      |
| 邁松阿爾福獸醫學校      |          |                              | 馬恩河谷省 | 邁松阿爾福      |
| 邁松阿爾福體育場        |          |                              | 馬恩河谷省 | 邁松阿爾福      |
| 邁松阿爾福-茹伊奧特     |          |                              | 馬恩河谷省 | 邁松阿爾福      |
| 克雷泰伊-莱沙           |          |                              | 馬恩河谷省 | 克雷泰伊        |
| 克雷泰伊大學            |          |                              | 馬恩河谷省 | 克雷泰伊        |
| 克雷泰伊省府            |          |                              | 馬恩河谷省 | 克雷泰伊        |
| 湖之角                  |          |                              | 馬恩河谷省 | 克雷泰伊        |

### 车站设施

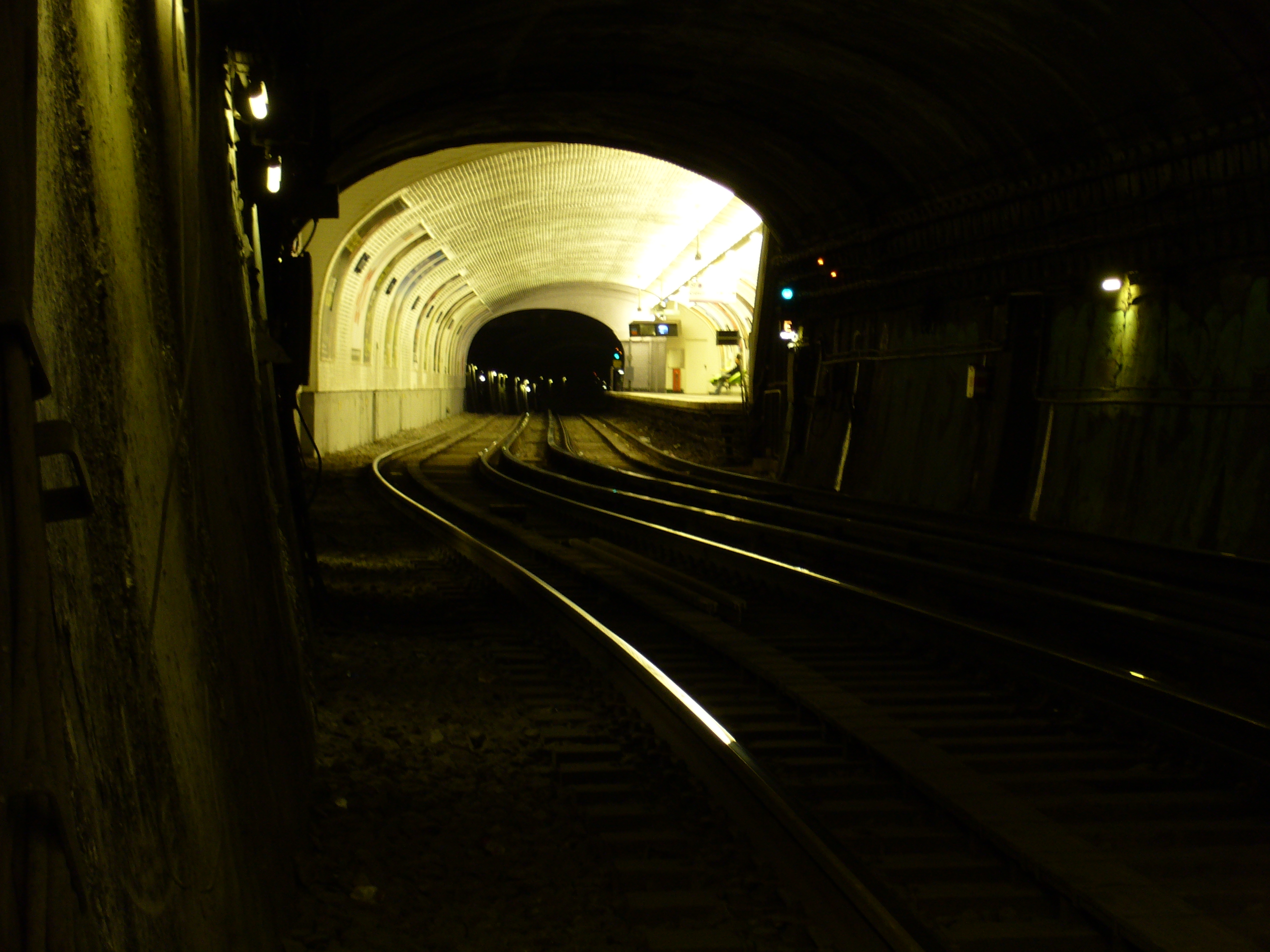
商业站的月台南北错开

8号线除最东边的三个车站为地面月台之外，其余路段均位于地底。大部分车站设有两个侧式月台，右上左下。巴拉尔站为终点站，设有一岛一侧混合式月台供列车调头返回或存放。邻近的路梅尔站由于紧邻8号线车厂，故亦设一岛一侧月台供列车调度。商业站由于地面马路狭窄，两个月台呈交错式，北行月台在北、南行月台在南。拉莫特-皮凯-格勒内勒站为跨月台转车站，乘客在8号线北行月台和10号线东行月台之间进行换乘，而其相反方向月台均为独立的侧式月台。荣军院站为一岛一侧设置，但东面月台已废弃不用。沙朗通門站、迈松阿尔福-莱瑞利奥特站和克雷泰伊省府站分别为过去和时下的终点站，均设有双岛式月台供列车存放。另外两个座落在克雷泰伊市内的地面车站均设有一个岛式月台。
全线车站都设有自动售票机、咨询处及列车即时资讯显示器，部分车站设有残障人士设施和升降机。

### 车站曾用名

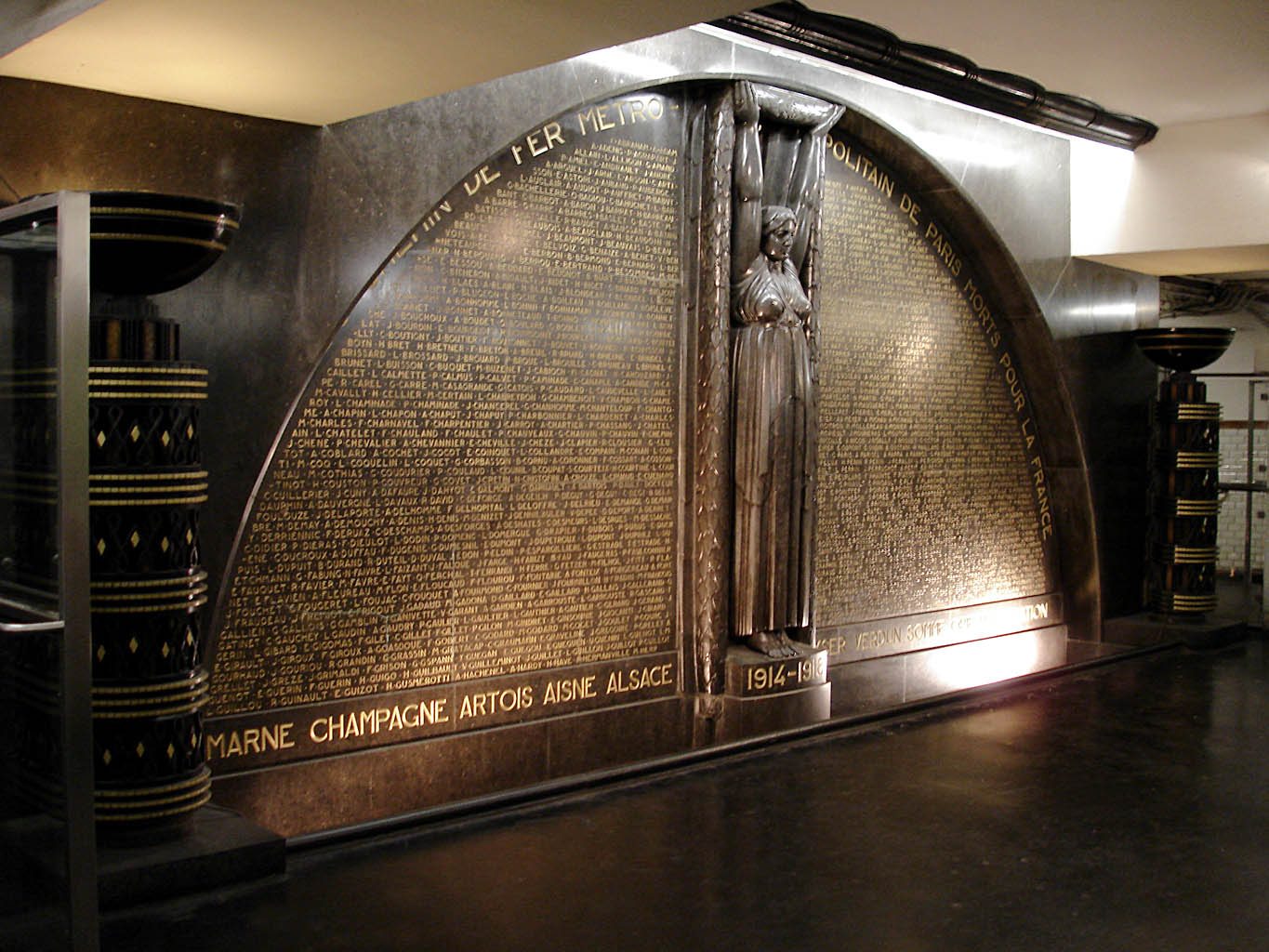
黎塞留-德鲁奥站的死亡者纪念碑

- 拉莫特-皮凯-格勒内勒站在1913年11月之前叫做“拉莫特-皮凯站”。
- 圣塞巴斯蒂安-弗鲁瓦萨尔站在1932年1月12日之前叫做“圣塞巴斯蒂安站”。
- 大道站在1998年9月1日前叫做“蒙马特路站”。

### 车站特色
- 拉莫特-皮凯-格勒内勒站的转乘通道里装饰着著名法国海军司令莫特的各种勋章，展示其彪炳的功绩。
- 黎塞留-德鲁奥站站内有死亡者纪念碑，纪念着一战和二战时期为法国献身的铁路工人。
- 佳音站在巴黎地铁百年华诞时用"电影院"的主题进行重新装饰。站名书写和好莱坞的风格相近。
- 战神广场站（在拉莫特站近北边）和圣马丹站（法语：Saint-Martin (métro de Paris)）（在共和广场站西边）为幽灵车站，自1939年9月2日后停止使用。
- 8号线最早启用的路段（拉莫特站至歌剧院站）上，月台长度仅为75米，而其它路段的月台长度达105米。

## 使用车型
最初8号线使用4节的斯普拉格-汤普森列车。1975年改為使用MF 67列车，1980年又更換成MF 77列车并使用至今。
通车初期8号线只使用4节车厢。1931年殖民展览会时增至7节车厢运行。由於黎塞留车站以西的车站长度均无法完全容纳7节车厢，故列车进站时有两节还停在隧道内。

## 使用状况
8号线是巴黎地铁系统中一条客流量中等的线路，略高于1号线的一半，同时也是11号线的两倍。从1992年到2004年，该线路的客流量稳定的增长了6.7%。
| 年份            | 1992 | 1993 | 1994 | 1995 | 1996 | 1997 | 1998 | 1999 | 2000 | 2001 | 2002 | 2003 | 2004 |
| 客流量 (百万人) | 83,5 | 81,7 | 81,3 | 72,1 | 77,2 | 78,6 | 80,4 | 82,5 | 86,4 | 88,7 | 87,7 | 86,5 | 89,1 |

有几个车站的客流量高于其他站点：
- 共和广场站1514万人。
- 巴士底站1304万人。
- 歌剧院站1047万人。
- 斯特拉斯堡-圣德尼站876万。

## 周边主要旅游景点

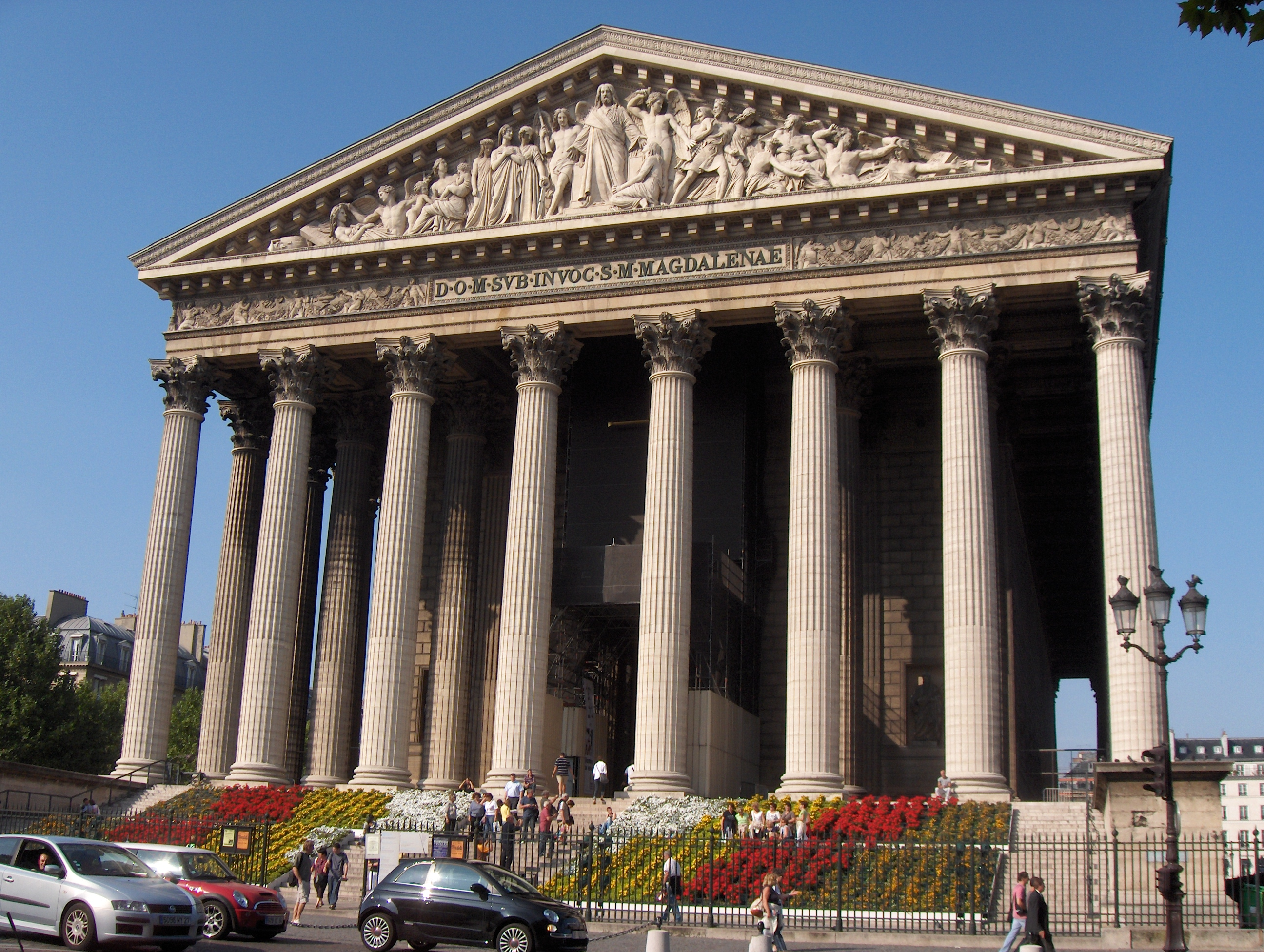
玛德莲教堂

8号线周边有丰富的商业旅游资源：
- 军事学校
- 荣军院
- 协和广场
- 玛德莲教堂
- 巴黎歌剧院
- 巴士底广场
- 文森森林

## 外部連結
- （页面存档备份，存于）巴黎大众运输公司

- BlogenCommun网站上对8号线的评论